# Heilige Maria Magdalenakerk (Goes)
De Heilige Maria Magdalenakerk is een rooms-katholiek kerkgebouw te Goes, gelegen aan Singelstraat 9 tegenover de protestantse Grote of Maria Magdalenakerk.

## Geschiedenis
De katholieken kerkten vanaf 1815 in een kerkgebouw dat in 1909 plaatsmaakte voor de huidige pastorie. In 1905-1908 werd een nieuwe kerk gebouwd in neogotische stijl. Architecten waren Albert Margry, Jos Margry en Jos Snickers.
In 1989 werd de toren gerestaureerd.

## Gebouw
Het betreft een neogotische, bakstenen driebeukige kruiskerk. Links van de voorgevel is een vierkante toren aangebouwd met vier uitspringende hoektorentjes en een hoge, achtzijdige spits. Bijzonder is de viering, welke gekroond wordt door een achtzijdige koepel.

## Interieur
Het interieur wordt overwelfd door houten tongewelven welke zijn gepolychromeerd. De gebrandschilderde ramen zijn vervaardigd in het atelier van F. Nicolas. Het neogotisch kerkmeubilair stamt uit de ateliers van Margry en Snickers en dateert van de tijd van de bouw. P. Geeraerts vervaardigde de muurschilderingen vanaf 1940. Enkele oudere voorwerpen, uit de vroegere 19e-eeuwse kerk afkomstig, zijn eveneens aanwezig: Heiligenbeelden, de kruiswegstaties, een missiekruis en het hoofdaltaar, dat tegenwoordig in een aparte kapel staat opgesteld. 